# Wii Party U
Wii Party U (Wiiパーティ・U Wī Pāti Yū?) es un videojuego party desarrollado y distribuido por Nintendo para la consola de videojuegos Wii U. 

## Doblaje
| Personaje    | Actor de Voz Original | Actor de Doblaje |
| ------------ | --------------------- | ---------------- |
| Comentarista | David Bethell         | Carlos Pando     |

## Desarrollo
Fue anunciado en una conferencia de Nintendo Direct el día 23 de enero de 2013 por el presidente de la compañía Nintendo, Satoru Iwata, donde dio a conocer que se estaba desarrollando un juego tipo Party de los mismos desarrolladores del juego Wii Party para el verano, en el cual su jugabilidad consistiría en la interacción entre Wii U GamePad y el WiiMote, en donde se mencionaba la posibilidad de utilizar dados con el primer control mencionado, el cual permite jugar juegos de mesa, como así también efectuar juegos que no requerirían la pantalla de televisión para poder jugarlos.
El día 11 de julio de 2013 en la siguiente conferencia relacionada del juego, el presidente se refirió sobre la situación del juego para ese periodo, argumentando que este juego junto a otro de la misma consola -Wii Fit U- fueron retrasados hasta finales del mismo año. El 19 de septiembre se emitieron nuevas imágenes del juego.
Luego fue mostrado en otra conferencia en la fecha 10 de octubre de 2013, en donde el presidente entregó información sobre el videojuego, se dio a conocer algunas de las características de este, se habló del modo de Juego Fiesta en Casa en donde se dio énfasis a la interacción del jugador con respecto al Wii U Gamepad, se dio a conocer que existirían 8 juegos para este modo, se explicó que el videojuego contendría la variabilidad de modos de juegos que se incluirían, desde juegos de mesa tradicionales hasta minijuegos. Se mencionó que el lanzamiento del videojuego el 25 de octubre de 2013, en el cual se incluiría con la compra del juego un Wii RemotePlus de color negro o blanco a elección, junto con la compra física del juego se incluiría un soporte horizontal para el Wii U Gamepad, el cual se recomendó para ofrecer una mejor experiencia para algunos de los juegos como Beisbolín y Futbolín.
El 1 de octubre de 2013, Nintendo entrega el primer tráiler basado en la jugabilidad de este, para mostrar su segundo tráiler de jugabilidad el 6 de octubre del mismo año.
El 14 de octubre de ese año se lanzó la primera página web teaser del juego en donde se mostraban imágenes de este, para el 19 de octubre, Nintendo hace entrega de la página oficial del videojuego, en donde explica los modos de juegos de este, además de entregar imágenes y vídeos del mismo.
El 24 de octubre del mismo año, Nintendo muestra el tercer tráiler del juego en donde aparecen los tenistas retirados Andre Agassi y su esposa Steffi Graf, la cual su participación se basa en mostrar los diferentes modos de juegos mientras se enfrentan entre ellos.

## Recepción

### Comercial

#### Japón
Durante las primeras semanas de su lanzamiento en 2013 en Japón se registraron la cantidad de 37.371 copias que se vendieron durante ese periodo. Durante las semana del 4 de noviembre al 10 de noviembre del mismo año, este se logró posicionar en el número 11 dentro de los juegos más vendidos en este país, añadiéndose una cantidad de 15.969 copias a las 53.341 vendidas hasta ese periodo.
La revista Famitsu realizó un listado sobre los juegos más vendidos para el año 2013 en Japón, ubicando al juego en la posición número 10, con un total de 518.766 de copias vendidas.
Los resultados financieros hasta el periodo de diciembre del 2013 entregados el 30 de enero de 2014 por Nintendo arrojó que los resultados de ventas del videojuego durante el lapso de tiempo entre abril de 2013 hasta diciembre del mismo año fueron para Japón de un total de 750.000 copias Según el portal VG Chartz, las unidades vendidas en Japón durante el año 2013 fueron de un total 585.370 unidades
El blog Kotaku, emitió un listado de los juegos más vendidos en Japón durante el primer semestre de 2014 ubicando al juego en el puesto número 11 con un total de 252,539 vendidas. Según el portal VG Chartz la cantidad de copias que se vendieron este año fueron de un total de 218.927 copias. Hasta el 3 de enero de 2015 se han vendido un total de 3.942 copias del mismo año.

#### Estados Unidos
Durante el primer día de lanzamiento en los Estados Unidos se registraron la cantidad de 7.688 unidades vendidas en este país, a partir de la semana de 2 de noviembre hasta el 10 de noviembre de 2013 se calcularon la cantidad de 20.872 de copias vendidas hasta esa fecha, para fines de 2013, se registraron 136.727 copias vendidas, obteniéndose una cantidad de 147.897 ejemplares vendidos durante este año.
Para el año 2014 se registraron un total de 122.706 de reproducciones del videojuego vendidas. Hasta en la fecha de 3 de enero de 2015 se registraron un total de 1.745 ejemplares vendidos para este mismo año.

#### Europa
El 26 de octubre del año 2013 se estima una venta de 12.397 unidades vendidas, para finales del mismo año se registró la cantidad de 179.717 producciones que se vendieron.
En el siguiente año se registraron una cantidad de 182.524 de ejemplares vendidos del videojuego. En Reino Unido en la fecha de 25 de octubre del mismo año, el videojuego obtuvo ventas que lo dejaron en el sexto lugar de los juegos más vendidos de Wii. En la fecha de 3 de enero de 2015 se contabilizaron la cantidad 7.177 unidades.

## Modo de juego
Wii Party U es un juego multiplayer, que tiene muchas variaciones y elementos de la familia de Mario Party, y al igual que él está compuesto por 80 minijuegos disponibles en diferentes modos de juego.